# BRM P160
La BRM P160 è una monoposto di Formula 1, costruita dalla scuderia britannica British Racing Motors per partecipare al Campionato mondiale di Formula 1 1971.

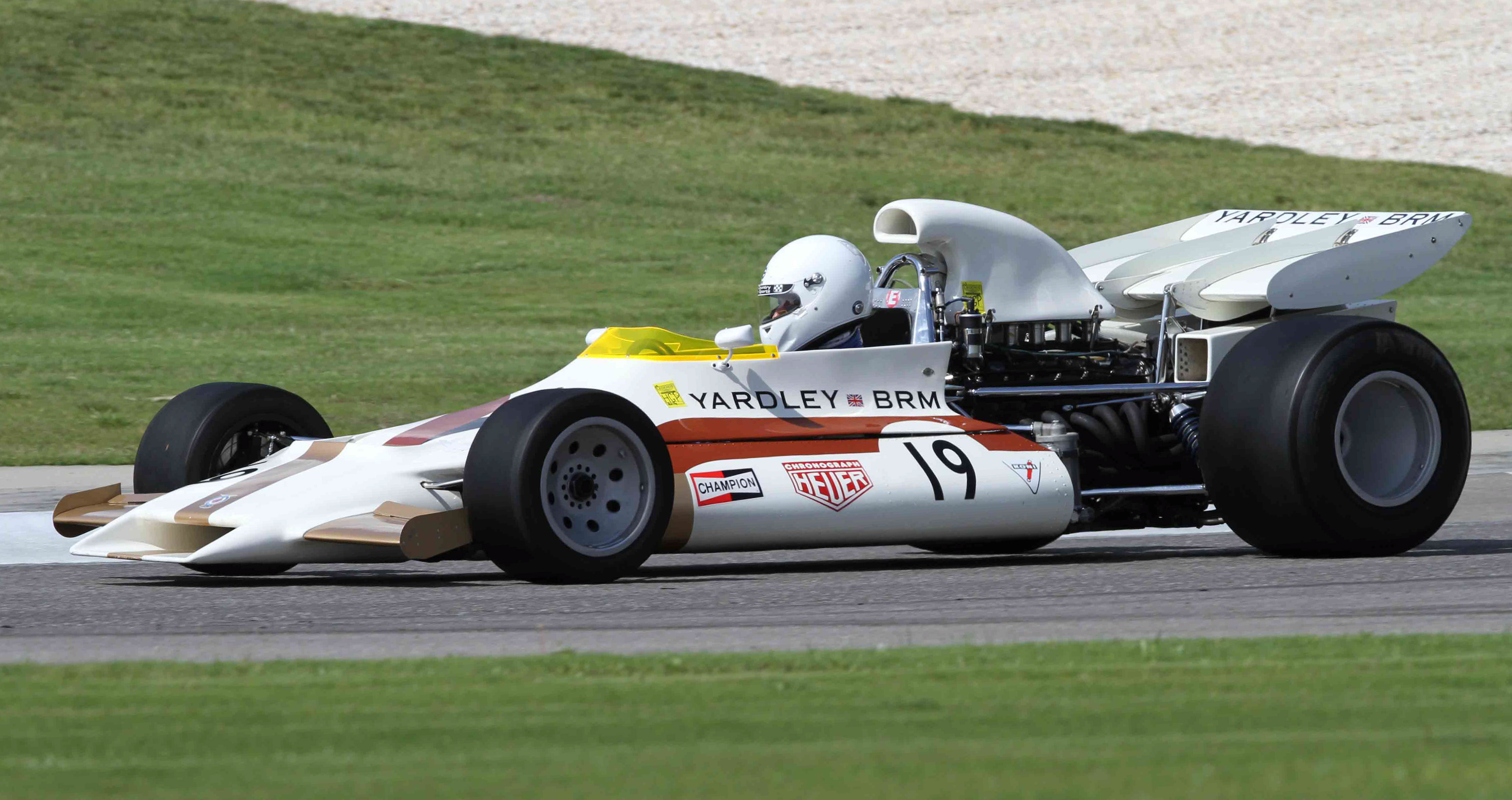

Progettata da Tony Southgate e alimentato da un motore BRM V12 da 3,0 litri, ha corso anche nelle stagioni 1972 nelle evoluzioni P160B e P160C, nel 1973 nelle evoluzioni P160D e P160E (quest'ultima anche nel 1974). Sulla vettura Niki Lauda ottenne il suo primo punto iridato in carriera.